# Der Unsichtbare (2020)
Der Unsichtbare (Originaltitel: The Invisible Man) ist ein US-amerikanisch-australischer Horrorfilm von Leigh Whannell. Es handelt sich um eine moderne Adaption des gleichnamigen Romans von H. G. Wells aus dem Jahr 1897 und ist eine Neuverfilmung des gleichnamigen Films von James Whale aus dem Jahr 1933.
Der Film erschien am 28. Februar 2020 in den US-amerikanischen Kinos und einen Tag zuvor in den deutschen.

## Handlung
Cecilia Kass sieht sich in einer gewalttätigen, kontrollierenden Beziehung mit dem wohlhabenden Optik-Ingenieur und Geschäftsmann Adrian Griffin gefangen. Eines Nachts betäubt Cecilia Adrian mit Diazepam und flieht mit der Hilfe ihrer Schwester Emily.
Cecilia wird bei Detective James Lanier und seiner Tochter Sydney untergebracht. Zwei Wochen nach Cecilias Flucht begeht Adrian scheinbar Selbstmord und hinterlässt ihr fünf Millionen Dollar als Erbe. Adrians Bruder Tom kümmert sich um die Abwicklung. Cecilia vermutet nach mehreren seltsamen Ereignissen, dass eine weitere Person im Haus anwesend sein müsse, und ruft James an, doch dieser glaubt, dass sie nur traumatisiert sei. Während eines Vorstellungsgesprächs findet sie den Koffer ihrer Arbeitsportfolios leer vor und fällt dann in Ohnmacht. Der Arzt teilt ihr mit, dass in ihrem Blut Diazepam gefunden wurde. In ihrem Badezimmer findet sie dieselbe Flasche Diazepam, mit der sie Adrian unter Drogen gesetzt und die sie aber während ihrer Flucht verloren hat.
Cecilia arrangiert in Begleitung von James ein Treffen mit Tom. Sie glaubt, dass Adrian seinen Tod nur vorgetäuscht und sein Know-how als Optik-Ingenieur genutzt hat, um unsichtbar zu werden, um sie zu quälen, doch niemand glaubt ihr. Später wird Sydney von einem „Unsichtbaren“ geschlagen, und sie und James nehmen an, dass Cecilia es getan habe. Alleine im Haus, versucht Cecilia verschiedene Taktiken, um den „Unsichtbaren“ zu fangen. Nachdem sie Adrians altes Mobiltelefon gefunden und Farbe auf den „Unsichtbaren“ geworfen hat, kommt es zu einem heftigen Kampf, bevor sie entkommen kann. Sie begibt sich in Adrians Villa, um sein Labor zu untersuchen. Dort findet sie ein Kleidungsstück, das ihren Verdacht bestätigt. Gleich nachdem sie den Tarnanzug im Haus versteckt hat, greift die unsichtbare Gestalt erneut an, sodass Cecilia flieht und Emily kontaktiert. Sie trifft sich mit Emily in einem Restaurant, aber der „Unsichtbare“ schneidet Emily die Kehle durch und legt das Messer in Cecilias Hand. Cecilia wird des Mordes beschuldigt.
Während sie auf den Prozess wartet, wird Cecilia in eine Nervenheilanstalt gebracht, wo sie erfährt, dass sie schwanger ist. Tom bietet an, die Anklage fallen zu lassen, wenn sie sich bereit erklärt, „zu ihm zurückzukehren“ und das Kind großzuziehen, was impliziert, dass Tom geholfen hat, den falschen Selbstmord seines Bruders zu inszenieren. Er enthüllt, dass Adrian seinerzeit heimlich ihre Antibabypille ausgetauscht hat, um sie zu schwängern. Cecilia lehnt das Angebot ab und stiehlt einen Stift aus seiner Aktentasche. In dieser Nacht täuscht sie vor, Selbstmord begehen zu wollen. Als die unsichtbare Gestalt versucht, sie aufzuhalten, sticht sie ihn wiederholt mit dem Stift, was zu einer Fehlfunktion des Anzugs führt und die Person teilweise sichtbar macht. Mehrere Polizisten eilen herbei, aber die Figur macht diese handlungsunfähig, bevor sie aus dem Krankenhaus flieht und von Cecilia verfolgt wird. Um das ungeborene Kind zu schützen, droht der „Unsichtbare“, statt Cecilia diejenigen anzugreifen, die sie liebt.
Cecilia rennt zu James’ Haus und findet dort die Gestalt, die ihn und Sydney angreift. Sie erschießt den „Unsichtbaren“ und entdeckt Tom im Anzug. Die Polizei stürmt Adrians Haus und findet ihn lebend und gefesselt in einer Kammer vor. Er behauptet, Tom habe ihn die ganze Zeit gefangen gehalten; Cecilia ist jedoch überzeugt, dass die Brüder sich den Anzug geteilt haben und Adrian Tom ins Haus geschickt hat, weil er wusste, dass es eine Falle war.
Um Adrians Geständnis zu bekommen, trifft sie ihn in seinem Haus, während James das Gespräch abhört. Sie willigt ein, ihre Beziehung zu verbessern, aber nur, wenn er gesteht, der „Unsichtbare“ zu sein. Adrian besteht darauf, dass Tom ihn entführt habe, und behauptet, die Erfahrung habe seine Lebenseinstellung verändert; aber während sie weint, spielt Adrian mit einer ähnlichen Formulierung wie die Figur auf seinen Missbrauch an. Cecilia geht auf die Toilette, vorgeblich um sich frisch zu machen. Augenblicke später fängt die Überwachungskamera Adrian dabei ein, wie er sich scheinbar selbst die Kehle durchschneidet. Cecilia kehrt zurück, wirkt aufgelöst und ruft die Polizei. Außer Sichtweite der Kamera verspottet sie jedoch den sterbenden Adrian und enthüllt, dass sie den Ersatzanzug benutzt hat, um ihn zu töten.
Als James ankommt, bestätigt sie, was die Kamera aufgenommen hat. Er bemerkt zwar, dass sie den Anzug dabei hat, lässt sie aber gehen. Erleichtert, frei von Adrian zu sein, verlässt Cecilia das Haus und nimmt den Anzug mit.

## Produktion
Die Entwicklung eines neuen Invisible-Man-Films begann bereits 2007, als David S. Goyer mit dem Schreiben des Drehbuchs beauftragt wurde. Goyer blieb dem Projekt bis zum Jahr 2011 verbunden, entwickelte den Film jedoch kaum bis gar nicht weiter.
Laut Ankündigungen sollte das Projekt dann als Teil des filmischen Universums namens Dark Universe von den Universal Studios im Jahr 2016 wiederbelebt werden, wobei Johnny Depp die Titelrolle des Films verkörpern und Ed Solomon das Drehbuch schreiben sollte.
Nachdem der Film Die Mumie als erster Film des filmischen Universums im Jahr 2017 die Erwartungen an den Kinokassen nicht erfüllt hatte, wurden Änderungen am Dark Universe vorgenommen, um sich auf das individuelle Geschichtenerzählen zu konzentrieren und vom Konzept des gemeinsamen Universums abzuweichen.
Im Januar 2019 kündigte Universal an, dass sich künftig alle Filme, die auf den Classic Universal Monsters basieren, auf eigenständige Geschichten anstatt auf Interkonnektivität konzentrieren werden. Ebenso wurde bestätigt, dass Leigh Whannell als neuer Regisseur und Drehbuchautor für den Film verpflichtet wurde und Blumhouse Productions die Produktion des Films übernehmen werde.
Im März 2019 befand sich Elisabeth Moss in frühen Verhandlungen, um als eine der Hauptfiguren mitzuwirken, und trat im Folgemonat offiziell der Besetzung bei. Des Weiteren traten einen Monat später Storm Reid, im Folgemonat Aldis Hodge und Harriet Dyer und im Juli Oliver Jackson-Cohen für die Rolle des Antagonisten der Besetzung bei.
Die Hauptdreharbeiten zum Film begannen am 16. Juli 2019 und wurden am 17. September 2019 in Sydney, Australien beendet.

## Rezeption

### Kritiken
Der Film konnte laut Rotten Tomatoes 91 Prozent der Kritiker positiv überzeugen.
epd Film urteilt: „Der australische Schauspieler Leigh Wannell hat die bereits 1933 von James Whale verfilmte Vorlage von H. G. Wells ganz zeitgemäß in eine Geschichte trickreich weiblicher Selbstermächtigung verwandelt.“

### Einspielergebnis
Die weltweiten Einnahmen aus Kinovorführungen belaufen sich bei einem Budget von 7 Millionen US-Dollar auf 130,75 Millionen US-Dollar, von denen der Film allein 64,91 Millionen im nordamerikanischen Raum einspielen konnte. Damit befindet er sich auf Platz 15 (Stand: 5. September 2023) der finanziell erfolgreichsten Filme des Jahres 2020. In Deutschland verzeichnete der Film insgesamt 382.282 Kinobesucher, womit er sich auf Platz 17 der Jahres-Charts 2020 befindet.

### Auszeichnungen
Chicago Film Critics Association Awards 2020
- Auszeichnung für den Besten Einsatz von visuellen Effekten[22]

Critics’ Choice Movie Awards 2021
- Nominierung für die Besten visuellen Effekte[23]

Critics’ Choice Super Awards 2021
- Auszeichnung als Bester Horrorfilm
- Auszeichnung als Beste Schauspielerin in einem Horrorfilm (Elisabeth Moss)[24]

Golden Reel Awards 2021
- Nominierung für den Besten Tonschnitt beim Underscoring[25]

Independent Spirit Awards 2021
- Nominierung für den Besten Schnitt (Andy Canny)[26]

MTV Movie & TV Awards 2021
- Nominierung für die Beste verängstigte Schauspielleistung (Elisabeth Moss)[27]

North Carolina Film Critics Association Awards 2021
- Nominierung als Beste Schauspielerin (Elisabeth Moss)
- Nominierung für die Besten visuellen Effekte[28]

People’s Choice Award 2020
- Nominierung als Film des Jahres
- Nominierung als Filmdrama des Jahres
- Nominierung als Beste Schauspielerin (Elisabeth Moss)
- Nominierung als Beste Schauspielerin in einem Filmdrama (Elisabeth Moss)[29]

Saturn-Award-Verleihung 2021
- Nominierung als Bester Horrorfilm
- Nominierung für die Beste Regie (Leigh Whannell)
- Nominierung als Beste Hauptdarstellerin (Elisabeth Moss)

## Synchronisation
Die deutsche Synchronisation entstand im Auftrag von Berliner Synchron nach einem Dialogbuch und der Dialogregie von Nico Sablik.
| Rolle          | Darsteller           | Synchronsprecher |
| -------------- | -------------------- | ---------------- |
| Cecilia Kass   | Elisabeth Moss       | Anna Grisebach   |
| Adrian Griffin | Oliver Jackson-Cohen | Nico Sablik      |
| James Lanier   | Aldis Hodge          | Bernd Egger      |
| Sydney Lanier  | Storm Reid           | Léa Mariage      |
| Emily Kass     | Harriet Dyer         | Rubina Kuraoka   |
| Tom Griffin    | Michael Dorman       | Leonhard Mahlich |
| Doktor Lee     | Renee Lim            | Susanne Geier    |
| Marc           | Benedict Hardie      | Hannes Maurer    |